# Raión de Yarmolyntsi
Raión de Yarmolyntsi (en ucraniano: Ярмолинецький район) es un antiguo raión o distrito de Ucrania en el óblast de Jmelnitski. 
Comprende una superficie de 898 km².
La capital fue la ciudad de Yarmolyntsi.

## Demografía
Según estimación 2010 contaba con una población total de 33200 habitantes.

## Otros datos
El código KOATUU fue 6825800000. El código postal 32100 y el prefijo telefónico +380 3843.